# Coazze
Coazze é uma comuna italiana da região do Piemonte, província de Turim, com cerca de 2.884 habitantes. Estende-se por uma área de 56 km², tendo uma densidade populacional de 52 hab/km². Faz fronteira com San Giorio di Susa, Villar Focchiardo, Vaie, Sant'Antonino di Susa, Chiusa di San Michele, Valgioie, Giaveno, Roure, Perosa Argentina.

## Demografia
| Variação demográfica do município entre 1861 e 2011                               |
|                                                                                   |
| Fonte: Istituto Nazionale di Statistica (ISTAT) - Elaboração gráfica da Wikipedia |